# Roseninsel
Die Roseninsel (bis Mitte 19. Jahrhundert Wörth) ist die einzige Insel im Starnberger See. Sie liegt 170 Meter vom Westufer des Sees entfernt in der Feldafinger Bucht. Die Binnenseeinsel gehört als Gemeindeteil Wörth (Roseninsel) zum Gemeindegebiet von Feldafing. Grundeigentümer ist der Freistaat Bayern.

## Geologie
Die Form und Größe der Insel ändert sich langsam, aber stetig durch Aufschüttungen und Verlandung. Zu Beginn des 19. Jahrhunderts betrug die Fläche der Insel 1,3 Hektar, um 1850 1,7 Hektar, heute misst sie 2,56 Hektar.

## Geschichte

### Archäologie

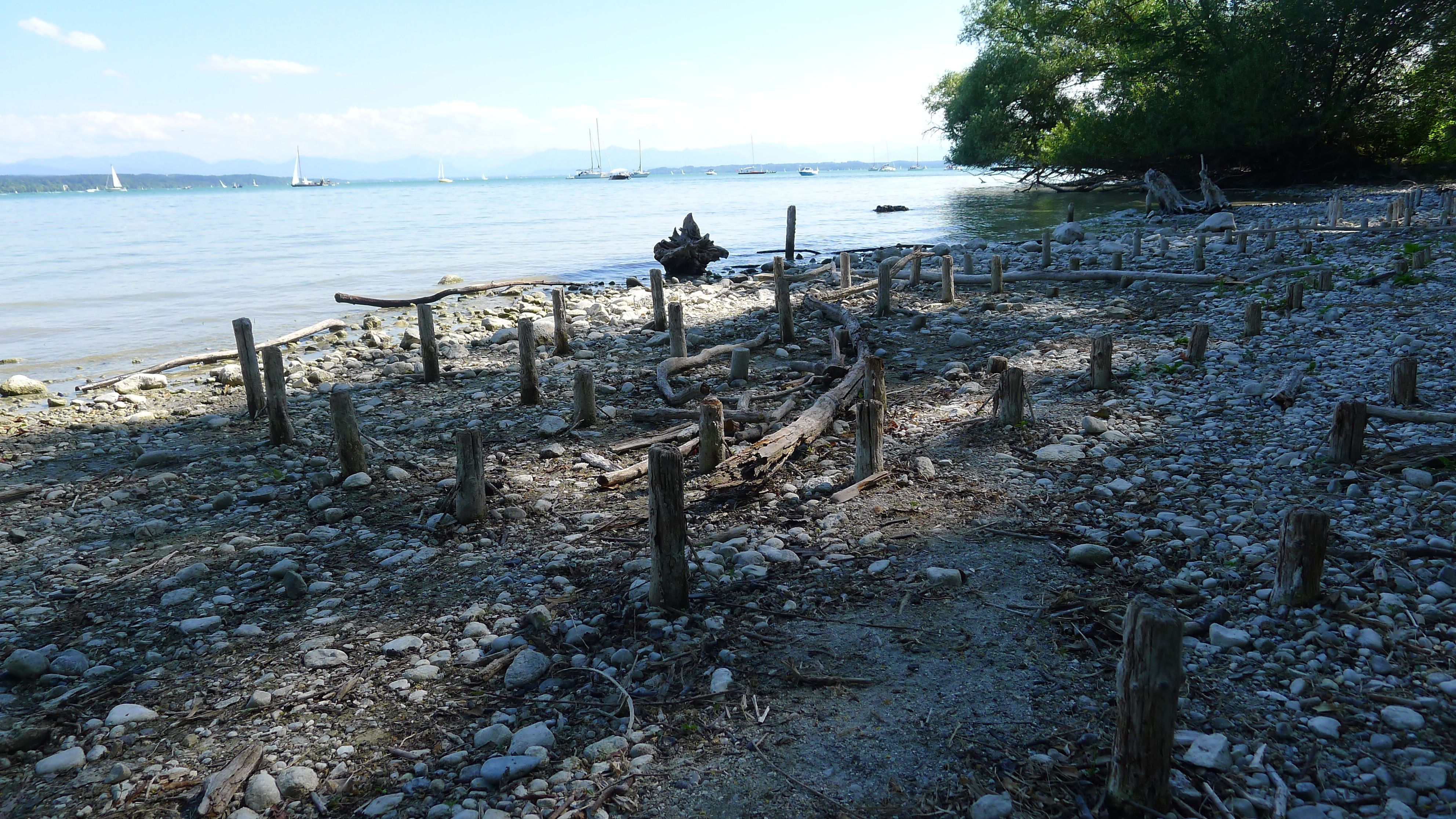
Relikte ehemaliger Pfahlbauten auf der Roseninsel

Die ältesten Nachweis für Menschen auf der Roseninsel stammen aus der Jungsteinzeit. Mit Hilfe von Keramikfunden konnte das Südostbayerische Mittelneolithikum (SOB, erste Hälfte 5. Jahrtausend v. Chr.) sowie die jungneolithische Münchshöfener Kultur (MHK, zweite Hälfte 5. Jahrtausend v. Chr.) nachgewiesen werden. Der vorgeschichtliche Schwerpunkt der Inselnutzung liegt in der Bronzezeit. Von der frühen Bronzezeit bis zur Urnenfelderkultur sind zahlreiche Keramik- und Metallobjekte von der Insel bekannt. In die Urnenfelderzeit datiert auch ein 13,46 m langer Einbaum, der am Westufer der Roseninsel entdeckt und geborgen wurde.
Aus der nachfolgenden Eisenzeit, Hallstatt und Latène, liegen vereinzelte Keramikfunde vor. An der Nordostspitze der Roseninsel wurden hölzerne Konstruktionen untersucht, die in die Mitte des letzten Jahrtausends v. Chr. datieren. Ihre Funktion ist bisher noch nicht eindeutig geklärt. Ob in vorgeschichtlicher Zeit Pfahlbauten im eigentlichen Sinne einer Inselsiedlung im ufernahen Bereich vorhanden waren, ist nach wie vor Gegenstand der Forschung.
Bei Bauarbeiten im 19. Jahrhundert stieß man im Boden der Insel auf zahlreiche menschliche Skelette, welche in der Erde oder in Steinkisten bestattet waren, ferner fand man Feuersteinwaffen, Tongefäße aus verschiedenen Epochen und aus römischer Zeit unter anderem Münzen, Schmuckstücke und Geräte.
Im 7. Jahrhundert wurde auf der Insel eine frühromanische (karolingische) Kirche aus Tuffstein mit eingezogenem Chor erbaut, von der heute allerdings nur noch die Westwand und die Fundamente erhalten sind (integriert und überbaut durch das Gärtnerhaus von 1853). Man kann davon ausgehen, dass auch diese Kirche bereits einen hölzernen Vorgängerbau hatte.
Die Roseninsel ist eine von 111 prähistorischen Pfahlbausiedlungen, die 2011 in die Liste des UNESCO-Welterbes aufgenommen wurden.

### Besitzerwechsel
Im Jahr 1545 ging die Insel als Erblehen von Herzog Wilhelm IV. in den Besitz der Rosenbusch von Possenhofen über, die diese Insel behielten, als sie 1588 die Hofmark Possenhofen verkauften. 1730 teilten die letzten Töchter der Rosenbusch-Familie die Insel unter sich auf. Die eine Hälfte gehörte der Familie Schattel, die andere der Familie de Stock. 1758 erwarb Janson de Stock auch die Schattelsche Hälfte.
Um 1762 erwarb Johann Kaspar Reichsgraf Basselet von La Rosée dann die gesamte Insel beziehungsweise die damalige Hofmark Wörth zusammen mit den Hofmarken Feldafing und Possenhofen und besaß so das größte geschlossene Ufergebiet am Würmsee (Starnberger See). Sein Enkel, der ehemalige Hofrat Desiderius Joseph Reichsgraf Basselet von La Rosée, der meist auf der Insel gelebt hatte, starb 1834 kinderlos. Anschließend verkauften seine Erben den gesamten Besitz an Herzog Maximilian in Bayern, König Ludwig I. erhielt die Insel Wörth.

### Maximilian II.

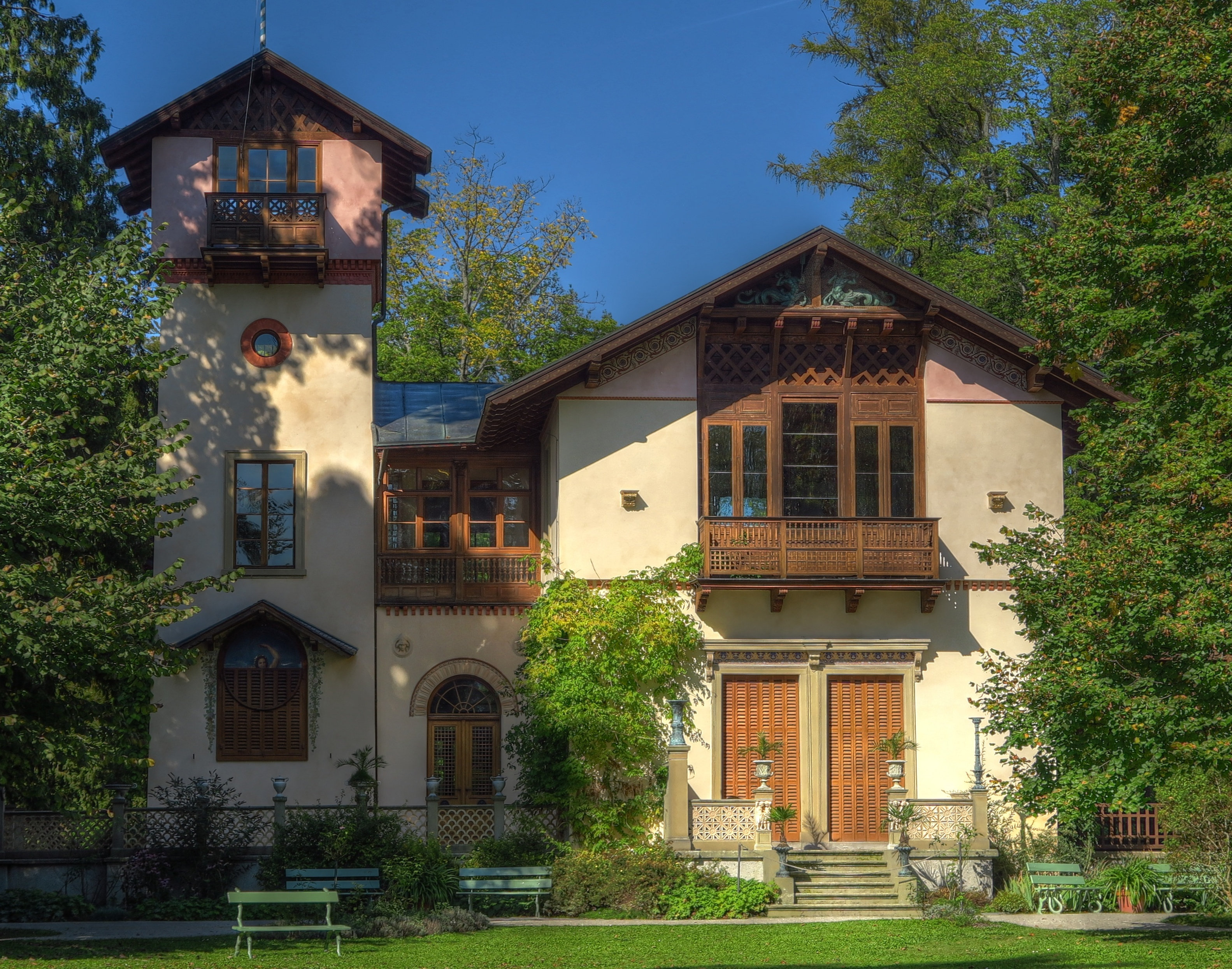
Casino Südseite

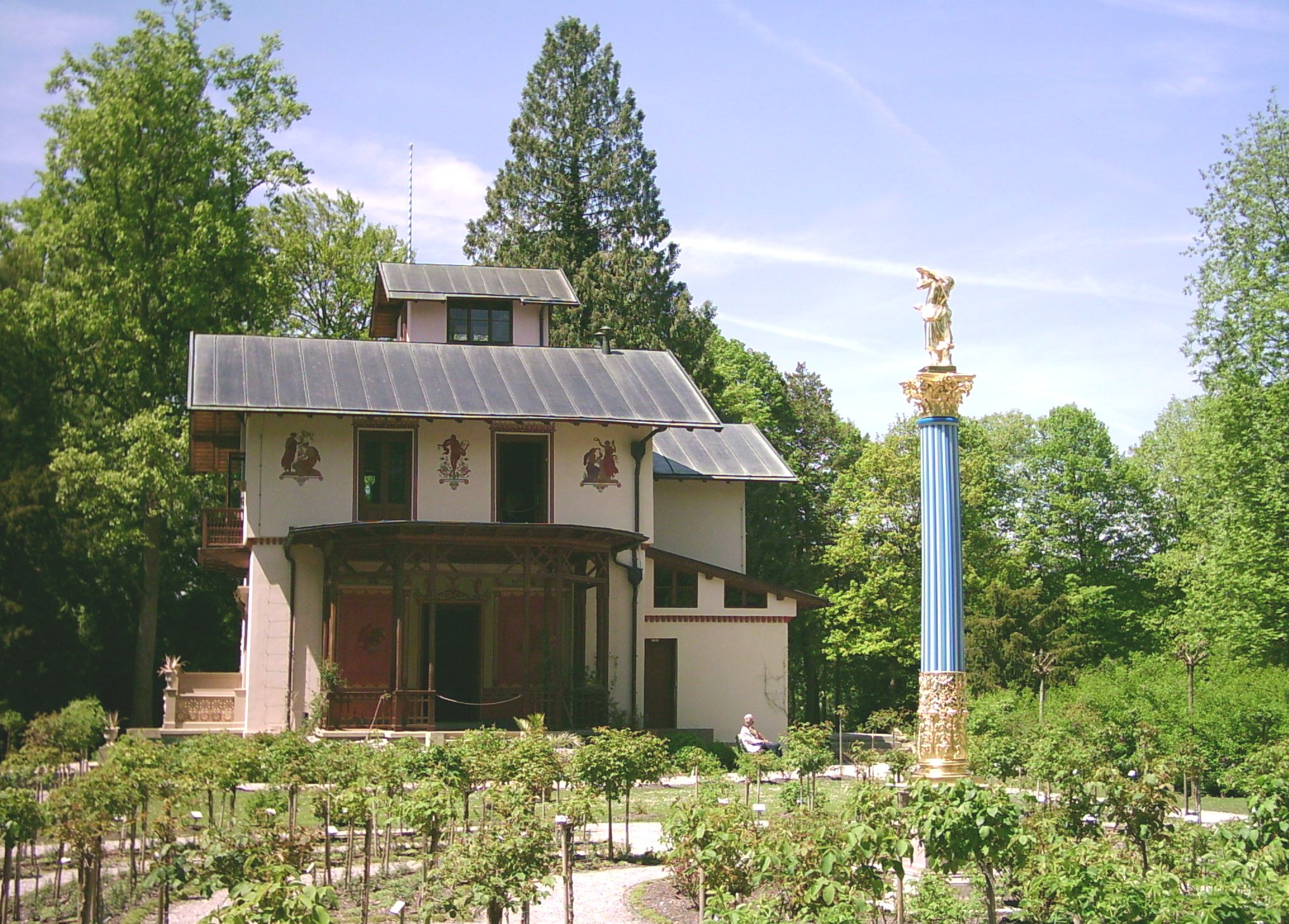
Rosengarten und Casino, rechts die Glassäule

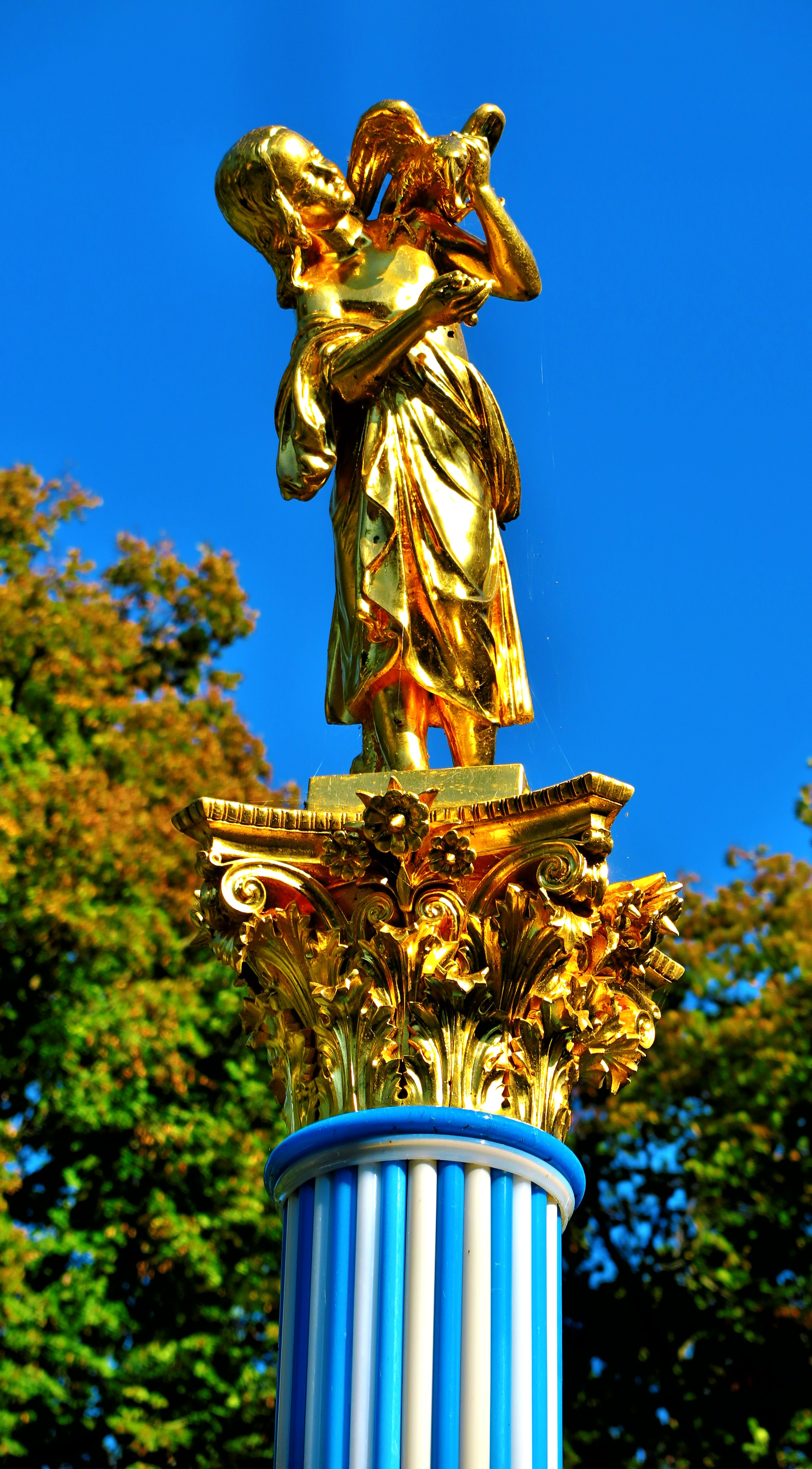
Figur auf der Glassäule

Seit 1840 hatte der spätere König Maximilian II. von Bayern ein Auge auf die Insel geworfen. Zunächst plante er, dort den Sitz seiner Studienstiftung Maximilianeum einzurichten, die aber dann doch in München untergebracht wurde. 1850 kaufte der König die Insel schließlich von der Fischerfamilie Kugelmiller (heute Kugelmüller), die in Feldafing ein Gasthaus betrieb. Er hatte nun die Absicht, sich dort ein ruhiges Sommerdomizil zu schaffen. Die Planung und Ausführung der Gartenanlagen um das geplante Insellandhaus lag erst in den Händen des königlichen Hofgartenintendanten Ludwig Carl Seitz, welcher erste Gestaltungsmaßnahmen einleitete.
Maximilian II. beauftragte den Architekten Franz Jakob Kreuter mit dem Bau einer königlichen Villa auf der Insel. Die Villa, das pompejanisch-bayerische Casino, wurde 1853 fertiggestellt, allerdings vom Architekten Eduard Riedel, da es mit Kreuter aufgrund zu hoher Kosten zwischenzeitlich zum Zerwürfnis gekommen war. Anschließend wurde die Parkanlage von dem Potsdamer Gartendirektor Peter Joseph Lenné gestaltet, den der König auch mit dem Entwurf des heutigen Lenné-Parks beauftragt hatte.
Das Casino und ein ovales Rosarium bilden das Zentrum des Parks. Das Rosengärtchen mit hunderten von hochstämmigen Duftrosen gab der Insel ihren heutigen Namen. In seiner Mitte steht eine etwa fünf Meter hohe, weiß-blaue Glassäule mit der Plastik eines Mädchens mit Papagei. Säule und Plastik waren ein Geschenk des preußischen Königs Friedrich Wilhelm IV. an seine Cousine Marie von Preußen und deren Mann, den bayrischen König Maximilian II.

### Ludwig II.
Der Sohn Maximilians, Ludwig II., nutzte den abgeschiedenen Ort für den Empfang von Staats- und anderen Gästen wie der russischen Zarin Maria Alexandrowna, den preußischen Kronprinzen und späteren 99-Tage-Kaiser Friedrich III. oder Richard Wagner. Ludwig schätzte die Insel auch als abgeschiedenen Rückzugsort und traf dort gelegentlich mit Kaiserin Elisabeth von Österreich zusammen.
Die Kaiserin kannte die Gegend gut, sie hatte einen großen Teil ihrer Jugend im nahegelegenen Schloss Possenhofen verbracht und kam auch später viele Jahre im Sommer nach Feldafing, wo sie im „Hotel Strauch“ (heute „Hotel Kaiserin Elisabeth“) zu residieren pflegte. Elisabeths Vorliebe für die romantische Insel war wohl der Hauptgrund, warum Ludwig den Ort so sorgfältig pflegen ließ, nachdem sein eigenes Interesse an der Insel im Laufe der Zeit nachgelassen hatte. Ein Treffen der beiden wurde 1972 von Luchino Visconti mit Romy Schneider und Helmut Berger in dem Film Ludwig II. auf der Roseninsel nachgestellt.

### Verfall der Anlagen
Nach dem Tod Ludwigs im Jahr 1886 ließ das Interesse des Hauses Wittelsbach an der Insel nach. In den Jahren 1899 bis 1912 wurden der Rosengarten erneuert. Danach blieben Casino und Rosengarten jahrzehntelang der Verwahrlosung ausgesetzt.

### Freistaat Bayern
1970 erwarb der Freistaat Bayern die verwahrloste Roseninsel für 800.000 DM vom Wittelsbacher Ausgleichsfonds. 1997 wurde nach intensiven Planungen mit der Wiederherstellung der Insel begonnen. Das Casino und der Rosengarten wurden weitgehend originalgetreu restauriert bzw. wiederhergestellt. Seit 2003 ist die Insel der Öffentlichkeit zugänglich.
Die Insel wird ganzjährig von einem Kastellan mit Partner bewohnt, daher wird die Einwohnerzahl mit „2“ angegeben.

## Tourismus

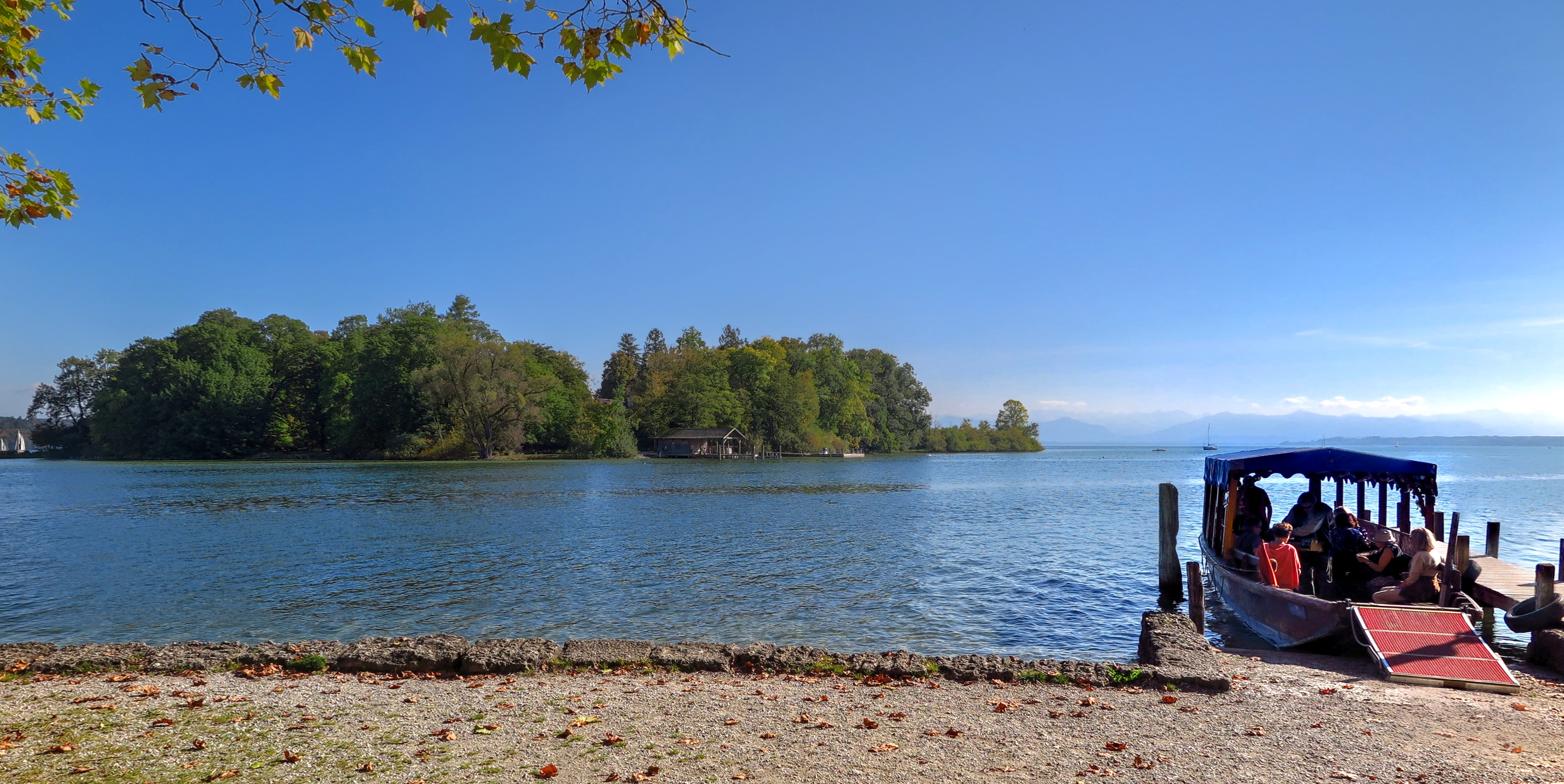
Blick vom Glockensteg zur Roseninsel, rechts die Fähre

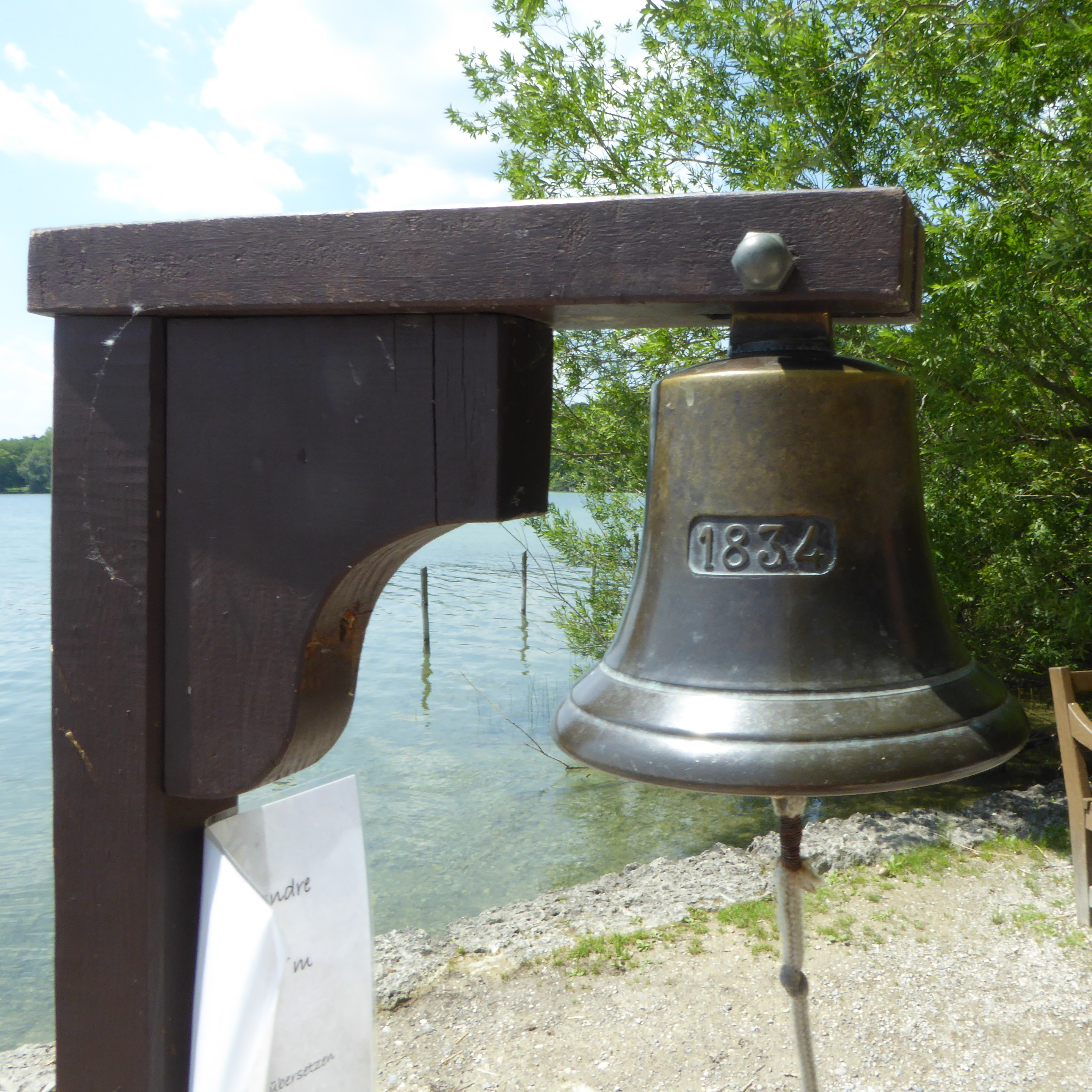
Glocke am Glockensteg

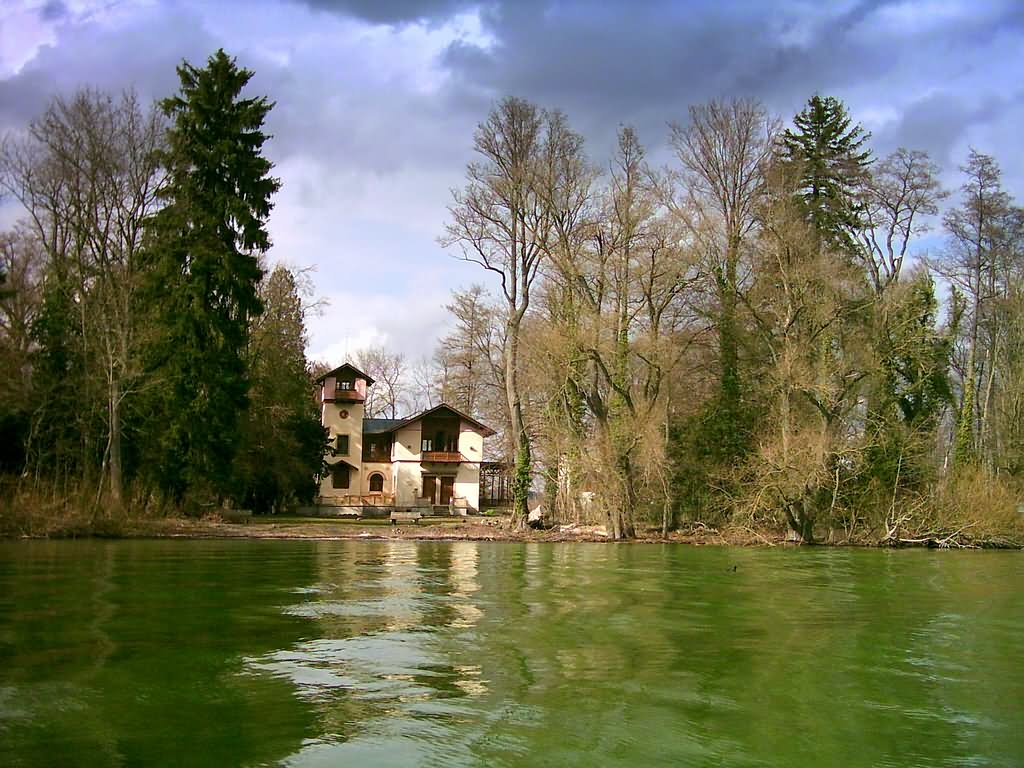
Das Casino vom See aus gesehen

Die unter Denkmal- und Landschaftsschutz stehende Roseninsel ist Ziel von bis zu 4000 Touristen monatlich. Das Casino ist als Museum zu besichtigen. Die Roseninsel wird an schönen Sommertagen gern von Tagesausflüglern besucht, die von München und den umliegenden Orten aus an den See kommen. Man erreicht sie ab der S-Bahn-Haltestelle Possenhofen oder Feldafing (S6) nach einem ca. 30-minütigen Fußmarsch zum Glockensteg, der zum Park Feldafing gehört.
Vom 1. Mai bis 15. Oktober setzt ein Fährboot vom Glockensteg zur Insel über. Die Überfahrt dauert etwa fünf Minuten. Der Fahrtakt der Fähre wird an die Zahl der Besucher angepasst. Bei geringem Andrang muss der Fährmann mittels einer am Steg angebrachten Glocke gerufen werden.
Aufgrund ihrer ruhigen, straßenverkehrsfreien Lage im See und des relativ ebenen und gut gepflegten Wegenetzes wird die Roseninsel gerne auch von älterem Publikum besucht. Auch für Rollstuhlfahrer und Personen mit Kinderwagen ist sie gut zugänglich.
Das Mitführen von Hunden und Fahrrädern auf die Insel ist nicht gestattet. Gastronomie und Übernachtungsmöglichkeiten gibt es auf der Insel nicht. Das Zelten, Entfachen von Feuer, Sonnenbaden, Picknicken, Nächtigen und Betreiben von Geräte- oder Ballsportarten sind untersagt.
Die prähistorischen Pfahlbauten rund um die Roseninsel sind als „Schutzzone UNESCO-Welterbe Pfahlbauten“ ausgewiesen. Das Schutzgebiet ist durch Bojen und Hinweistafeln gekennzeichnet. Zum Erhalt dieser wertvollen Denkmäler soll der geschützte Bereich, zu dem auch das Ufer der Roseninsel gehört, weder durchfahren noch durchschwommen und schon gar nicht betreten werden.
In den Sommermonaten finden regelmäßig standesamtliche Eheschließungen im Casino statt.

## Rezeption

### Literarisches

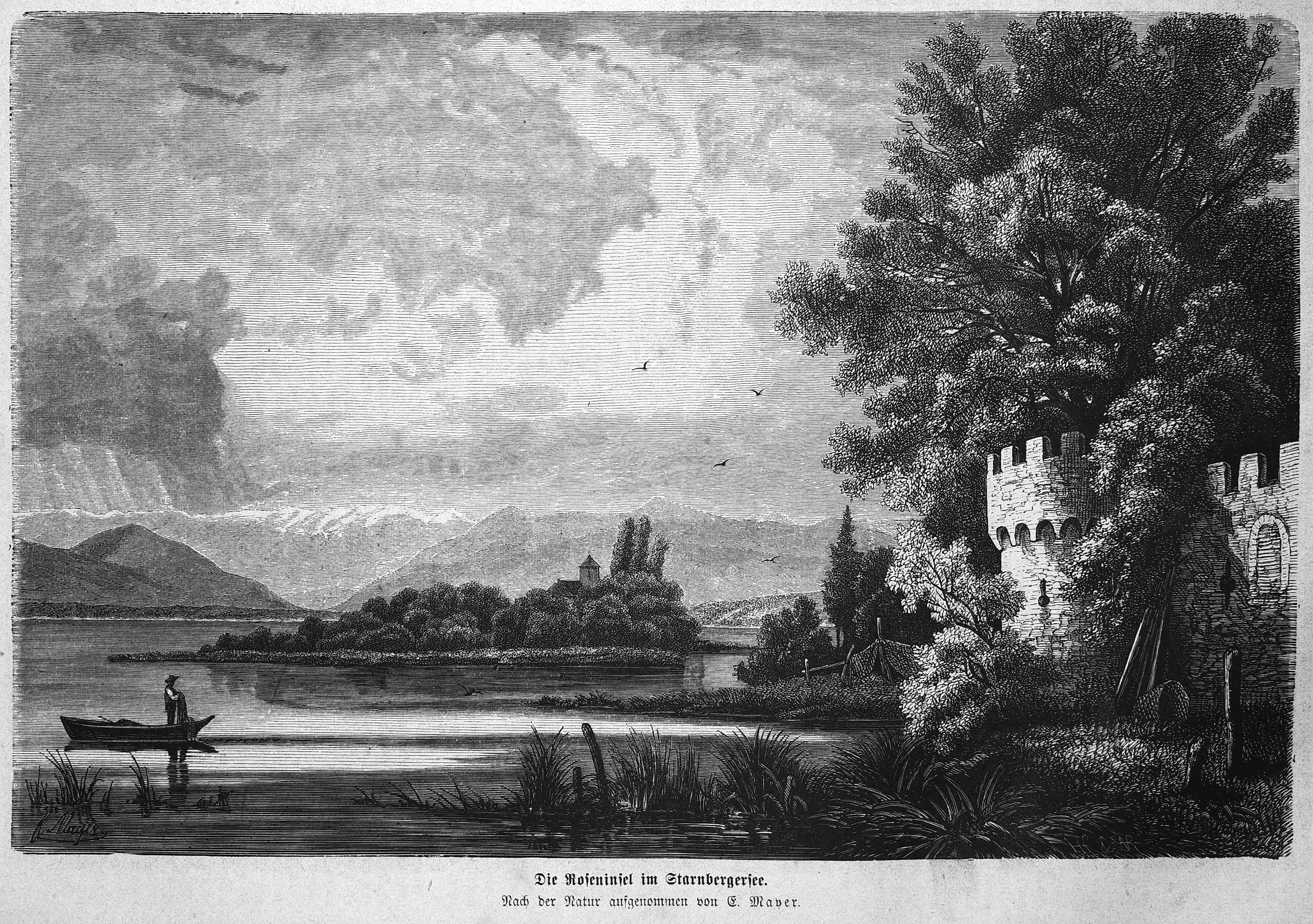
Holzstich 1871 (Die Gartenlaube)

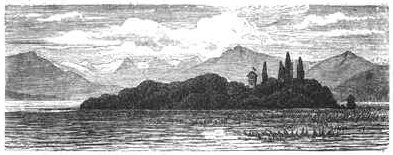
Roseninsel, Holzstich von Hans Wolf, 1876

Der Dichter Lorenz Westenrieder äußerte im Hinblick auf die romantische Qualität der Insel bereits um 1800: „… groß genug wäre die Insel, um darin irgendeinen Kummer zu begraben, auch groß genug, zwei Herzen aufzunehmen, die jetzt in der süßesten und glücklichsten Schwärmerei ihrer Seelen nichts bedürfen als sich selbst und nichts wünschen als Gebüsche, ihr Glück vor den Augen des Neids zu verbergen.“
Neben Kaiserin Elisabeth schrieb auch der Schriftsteller Karl Zettel um 1890 Gedichte über die Roseninsel:
Vom dunkelblauen See umflutet,
ein Eiland ist es, still und klein,
wo tiefer jede Rose glutet
in goldighellem Sonnenschein.

Dort ruht der König unter Rosen
von schweren Sorgen einsam aus,
wenn sanfte Lüftchen ihn umkosen
sein vielgeliebtes Ruhehaus.

Und Volkes Liebe segnet gerne
mit treuer Hand und wahrem Wort
des Königs Ruhe, seine Sterne
und seiner Roseninsel Hort.

### Film und Fernsehen
- Im Jahr 1972 verfilmte der italienische Regisseur Luchino Visconti die Biographie von König Ludwig II. und wählte die Roseninsel mit dem Casino als Drehort für vier Filmsequenzen.
- Die Insel ist in den Landschaftsbildern zwischen den Szenen der ARD-Telenovela Sturm der Liebe zu sehen.
- Im Kinofilm Ich bin die Andere (2006) liegt das Wohnhaus des Protagonisten am Starnberger See gegenüber der Roseninsel.
- Szenen für den Fernsehkrimi Die reichen Leichen (2014) wurden auf der Insel gedreht.